# Правосудие королевы
«Правосудие королевы» (англ. The Queen's Justice) — третий эпизод седьмого сезона фэнтезийного сериала канала HBO «Игра престолов», и 63-й во всём сериале. Сценарий к эпизоду написали создатели сериала Дэвид Бениофф и Д. Б. Уайсс, а режиссёром стал Марк Майлод.
«Правосудие королевы» получил широкое признание со стороны критиков, которые посчитали долгожданную встречу между Дейенерис и Джоном, неожиданное прибытие Брана в Винтерфелл, мучительную судьбу Элларии Сэнд, сцены с Утёсом Кастерли и Хайгарденом, а также финальные выступления Индиры Вармы и Дайаны Ригг лучшими моментами эпизода.

## Сюжет

### На Драконьем Камне
Джон Сноу (Кит Харингтон) и Давос Сиворт (Лиам Каннингем) прибывают на Драконий Камень, Тирион Ланнистер (Питер Динклэйдж) и Миссандея (Натали Эммануэль) встречают их и забирают их оружие и лодку. Дейенерис Таргариен (Эмилия Кларк) предлагает сделать Джона Хранителем Севера, если он преклонится перед ней, однако получает от него отказ. Они соглашаются с тем, что Дейенерис не ответственна за преступления её отца, но она опровергает утверждение Джона, что он не повязан с нею клятвой своего предка. Джон объясняет ей угрозу Белых Ходоков и упырей, но Дейенерис хочет заполучить Железный Трон, её не особо заботят другие угрозы. Давос едва не раскрывает воскресение Джона, выступая в его поддержку. Дейенерис прерывает аудиенцию, когда Варис (Конлет Хилл) сообщает ей, что Эурон (Пилу Асбек) победил Яру (Джемма Уилан). Джон вынужден остаться на Драконьем Камне. Тирион отговаривает Дейенерис от желания сжечь корабли Эурона при помощи своих драконов.
Варис спрашивает Мелисандру (Кэрис Ван Хаутен), почему она скрывается от Джона; она признаётся, что они довольно скверно расстались из-за её ошибок. Она планирует отправиться в Волантис, и Варис призывает её остаться за морем навсегда; она предсказывает, что они оба умрут в Вестеросе.
Готовность Джона встретиться с Дейенерис убеждает Тириона, что Белые Ходоки существуют. Тирион объясняет, что последователи Дейенерис верны ей, так как она посвящает себя защите других от угроз, которые понимает; он спрашивает Джона, есть ли у него какая-нибудь просьба, которую Дейенерис сочтёт разумной. Тирион передаёт просьбу Джона добыть драконье стекло; она принимает рекомендацию Тириона согласиться в качестве жеста доброй воли. Также она задумывается, о чём Давос почти проговорился.

### В Узком море
Один из оставшихся кораблей флота Яры Грейджой (Джемма Уилан) подбирает на борт Теона Грейджоя (Альфи Аллен). Железнорождённые не верят ему, что он пытался спасти Яру от Эурона (Пилу Асбек).

### В Королевской Гавани
Эурон Грейджой (Пилу Асбек) ведёт своих пленниц, Элларию Сэнд (Индира Варма), Тиену Сэнд (Розабелла Лауренти Селлерс) и Яру Грейджой (Джемма Уилан) сквозь толпы агрессивно настроенных людей по улицам Королевской Гавани. Он представляет мать и дочь Сэнд в качестве подарка Серсее Ланнистер (Лина Хиди). Приняв этот дар, королева считает Эурона своим полноправным военным союзником и обещает выйти за него замуж, как только они выиграют войну. В подземелье Серсея целует Тиену, при этом отравляя её тем же ядом, что убил Мирцеллу. Элларию заставляют смотреть, как её дочь умирает. По приказу Серсеи жизнь Элларии будут поддерживать как можно дольше, чтобы она страдала день за днём, смотря на разлагающийся труп своей дочери. Серсея занимается сексом с Джейме (Николай Костер-Вальдау), упиваясь своей властью и более не делая тайны из их близости. Тихо Несторис (Марк Гэтисс) из Железного Банка прибыл, чтобы собрать долги Ланнистеров. Серсея критикует намерения Банка инвестировать деньги в военные действия Дейенерис и просит две недели на то, чтобы погасить задолженность.

### В Винтерфелле
Санса Старк (Софи Тёрнер) грамотно руководит Винтерфеллом, готовя его в качестве запасного убежища для всех северян. Мизинец (Эйдан Гиллен) советует Сансе не замыкаться на событиях Севера, а «бороться в каждой битве», представляя любой исход в уме, и таким образом быть готовой ко всему. В этот момент прибывают Бран Старк (Айзек Хэмпстед-Райт) и Мира Рид (Элли Кендрик). Встретившись с братом в богороще, Санса немного сбита с толку его заявлением, что он — Трёхглазый Ворон. Также её шокируют слишком подробные знания Брана о перенесённых ей страданиях.

### В Староместе
Архимейстер Эброз (Джим Бродбент) объявляет Джораха Мормонта (Иэн Глен) излечившимся от серой хвори и отпускает его. Джорах планирует вернуться к Дейенерис. Сэмвелл Тарли (Джон Брэдли) вынужден признаться, что провёл лечение запрещённым способом. Эброз хвалит его за спасение жизни пациента, но ругает за неподчинение и за то, что он поставил в опасность заражения всех обитателей Староместа. В наказание Сэм должен переписать большой ворох старых, пришедших в негодность свитков.

### На Утёсе Кастерли
Безупречные проникают на Утёс Кастерли через канализацию, созданную в своё время Тирионом с прицелом и на такое использование. Они захватывают замок, но обнаруживают, что защитников города было гораздо меньше, чем ожидалось, а кладовые замка пусты. В это время к Утёсу прибывает Железный Флот и уничтожает корабли Дейенерис, оставляя Серого Червя (Джейкоб Андерсон) и его армию в затруднительном положении.

### В Хайгардене
Джейме Ланнистер, Рендилл Тарли (Джеймс Фолкнер) и их армии нападают на Хайгарден. После захвата города Джейме встречается с Оленной Тирелл (Дайана Ригг), и из их разговора выясняется, что Ланнистеры специально оставили на Утёсе Кастерли только небольшой гарнизон и забрали всю провизию. Получается, что войска Дейенерис захватили стратегически бесполезную позицию, которую к тому же не смогут долго удерживать. Затем Джейме предлагает Оленне отравленное вино в качестве лёгкой смерти вместо изначальных планов Серсеи казнить её в страшных муках. Выпив бокал, Оленна признаётся в убийстве Джоффри и просит Джейме передать это Серсее. Тот оставляет Оленну умирать в одиночестве.

## Производство

### Сценарий
Сценарий к «Правосудию королевы» был написан создателями сериала Дэвидом Бениоффом и Д. Б. Уайссом. Уайсс рассказал о возвращении Брана в Винтерфелл, сказав: «Одна из вещей, которая нам нравится в „Игре престолов“ с самой первой книги, это не мир, где магия является основной движущей силой сюжета, а мир, где человеческие психология, поведение и желания являются движущей силой сюжета. Мы очень стараемся придерживаться этого принципа, потому что это гораздо ближе к подавляющему большинству зрителей, чем магические силы — это точно также классно, как и силы. Так что с Браном, в идеале вы хотите его использовать таким образом, что он что-то добавляет к истории и обогащает её, а не как чудодейственное средство, которое умело решает проблемы, к которым вы не придумали лучший способ решения. Так что это был такой баланс, который учитывает кем сейчас является Бран, но при этом он не овладевает сюжетом.»
Айзек Хэмпстед-Райт объяснил, как магическое преобразование изменило характер персонажа, сказав: «Это как будто представить всё пространство и время в голове - Бран существует в тысячах планах бытия одновременно. Так что для Брана иметь какое-либо подобие личности довольно трудно, потому что он действительно как гигантский компьютер.» Он добавил, что «На самом деле Бран, на этом этапе, не Трёхглазый Ворон. Он получил это титул, но он не сидел тысячи лет в пещере, глядя сквозь время. Кто-то поставил перед ним огромную энциклопедию всего времени, а он открыл только первую страницу. Он может многое увидеть, но у него пока нет этой всезнающей всевидящей способности.»
Индира Варма надеялась, что её персонаж Эллария умрёт на экране, но посчитала судьбу, созданную Уайссом и Бениоффом для Элларии, «очень умной» и «худшим кошмаром каждого родителя».

### Кастинг
«Правосудие королевы» стал последним эпизодом для актрисы Индиры Вармы, которая играла Элларию Сэнд с четвёртого сезона. Варма ожидала, что седьмой сезон будет последним для её персонажа, рассуждая, что «менее важного персонажа» как Эллария нужно сворачивать, чтобы освободить место для кульминации сюжета. Она ожидала, что зрители будут «больше погружены в Серсею», у которой больше экранного времени, чем у Элларии, но надеялась, что положительная реакция на Педро Паскаля в роли Оберина Мартелла перейдёт к сопереживанию за Элларию.
«Правосудие королевы» также стал последним эпизодом для повторяющийся членов актёрского состава, Дайаны Ригг и Розабеллы Лауренти Селлерс, так как Оленна Тирелл и Тиена Сэнд были убиты. Эпизод также подчеркнул возвращение Марка Гэтисса в роли Тихо Несториса, которого в последний раз видели в эпизоде 5 сезона «Танец драконов».

### Съёмки
Режиссёром «Правосудия королевы» стал Марк Майлод, своего второго из двух эпизодов этого сезона. Он присоединился к сериалу в качестве режиссёра в пятом сезоне, где его первым эпизодом стал «Его Воробейшество», за которым последовал «Сыны Гарпии». Кит Харингтон рассказал о сцене, в которой он снялся с Питером Динклэйджом в Испании, сказав: «Это было красивое место, с ветрами, дующими со скорость 50 миль/ч, и я стоял в плаще рядом с обрывом - Была опасность, что меня сдует! Не уверен, что мне хотелось бы этого.»
Последняя сцена Индиры Вармы и Розабеллы Лауренти Селлерс была технически сложной для актрис, так как они были в кандалах. Кандалы были с войлочной подкладкой, но Варма и Селлерс всё равно «получили ссадины» из-за физической интенсивности их игры. Варму пришлось вырезать из кандалов в конце дня.
Уайсс рассказал о последней сцене с Дайаной Ригг в роли Оленны Тирелл, в которой она, уникальным образом, «победила свою сцену смерти.»

## Реакция

### Рейтинги
«Правосудие королевы» посмотрели 9.25 миллионов зрителей во время оригинального показа на HBO, чуть меньше, чем рейтинг 9.27 миллионов зрителей у эпизода «Бурерождённая». Рейтинг в возрастной категории 18-49 составил 4.3, что делает его самым высокорейтинговым шоу на кабельном телевидении в ночь показа.

### Реакция критиков
«Правосудие королевы» получил положительные отзывы от критиков. На сайте Rotten Tomatoes, на основе 37 отзывов, дал эпизоду рейтинг 92%, со средним рейтингом 7.6/10. Консенсус сайта гласит: «„Правосудие королевы“ показало долгожданную встречу между Джоном Сноу и Дейенерис Таргариен — но у него было гораздо больше сюрпризов перед шокирующей концовкой.»
Мэтт Фоулер из IGN описал эпизод как «удивительный», сказав: «„Правосудие королевы“ воздало должное долгожданной встрече Джона Сноу и Дейенерис Таргариен. Наряду с чертовски хорошим сценарием и некоторыми острыми действиями (вместе с некоторыми сюжетными поворотами), этот эпизод содержал кучу долгих сцен, но не толстых. - Это были первоклассные „Престолы“.» Он дал эпизоду рейтинг 9.5 из 10. Шейн Райан из «Paste Magazine» написал: «Это был, безусловно, лучший эпизод сезона. Я всегда утверждал, что шоу преуспевает, когда оно толкает драму и повествование вперёд с помощью сцен с двумя людьми, и примеры в „Правосудии королевы“ были феноменальными.» Глен Уэлдон из NPR также похвалил эпизод и выступление Дайаны Ригг, написав: «Это был отличный способ покинуть шоу, но такой персонаж как Оленна - и такая актриса как Ригг, которая всегда позволяла увидеть опасность, мелькающую за этими глазами - заслуживает не меньшего.»
Беннетт Мэдисон из «Vanity Fair» отметил: «„Игра престолов“ потратила столько времени на наращивание напряжённости и вытягивание сюжетов, что многие из их постоянных сюжетных линий буквально назревали много лет... С этим эпизодом, „Правосудием королевы“, мы наконец-то начинаем видеть какую-то настоящую развязку.» Энди Хартап из «GamesRadar» аналогичным образом похвалил эпизод, написав: «Чисто как телевидение, „Правосудие королевы“ - в лучшем случае середнячок... Как сюжет, созданный с целью подорвать ожидания своих зрителей и дать им паузу, чтобы по-настоящему поразмышлять о природе шоу — и фэнтезийном телевидении в целом - это мастер-класс.» Шон Т. Коллинз из «Rolling Stone» написал про эпизод: «Как и подобает названию, выпуск этой недели заставляет нас задуматься, что значит быть правителем... и что значит добиваться правосудия.» Кевин Йомен из «Screen Rant» похвалил последнюю сцену с Оленной Тирелл, написав: «Настолько же знаково, как и противостояние между двумя главных персонажей охватило центр внимания, „Игра престолов“ доказала, что последние слова персонажа могут быть столько же важными, как первые.» Алисса Розенберг из «The Washington Post» похвалила совместные сцены Эмилии Кларк и Кита Харингтона, при этом говоря о «женской силе» в этом эпизоде, написав: «Если бы любое шоу было поучительной историей о разнице между женской силой и истинным социальным изменением, то „Игра престолов“ была бы одной из них.»